# Södra Skogstjärnen
Södra Skogstjärnen är en sjö i Kils kommun i Värmland och ingår i Göta älvs huvudavrinningsområde.